# 24K Magic World Tour
Il 24K Magic World Tour è il terzo tour mondiale del cantautore statunitense Bruno Mars, a supporto del suo terzo album in studio 24K Magic (2016).

## Storia
Il 15 novembre 2016, Bruno Mars ha annunciato un tour mondiale di 86 date in tutta Europa e Nord America. Mars in precedenza aveva dato ai fan un campionamento del suo show live quando fu ospitato nello show americano musicale Saturday Night Live, dove si è esibito con il suo singolo 24K Magic e con il singolo promozionale Chunky.

## Artisti d'apertura
La seguente lista rappresenta il numero correlato agli artisti d'apertura nella tabella delle date del tour.
- Anderson Paak = 1
- Jabbawockeez = 2
- Camila Cabello = 3
- Dua Lipa = 4
- Jorja Smith = 5
- DNCE = 6
- Bebe Rexha = 7
- Nick Jonas = 8
- DJ Leggo My Fueggo = 9
- DJ Rashida = 10
- Average White Band = 11
- Sister Sledge = 12
- Khalid = 13
- Cardi B = 14
- The Green = 15
- Common Kings = 16
- Boyz II Men = 17

## Scaletta[1]
1. Finesse
2. 24K Magic
3. Treasure
4. Perm
5. Calling All My Lovelies
6. Chunky
7. That's What I Like
8. Straight Up & Down
9. Versace on the Floor
10. Marry You
11. Runaway Baby
12. When I Was Your Man
13. Grenade
14. Just the Way You Are
15. Locked Out of Heaven
16. Uptown Funk

## Date del tour
| 3.236.625 / 3.242.253 |
| --------------------- |

| $361.814.865 |
| ------------ |

## Festival
| Data              | Città        | Stato        | Luogo                        | Artisti d'apertura | Festival               |
| Nord America      | Nord America | Nord America | Nord America                 | Nord America       | Nord America           |
| ----------------- | ------------ | ------------ | ---------------------------- | ------------------ | ---------------------- |
| 16 settembre 2017 | Atlanta      | Stati Uniti  | Piedmont Park                | N.D.               | Music Midtown          |
| 27 maggio 2018    | Napa         | Stati Uniti  | Napa Valley Expo             | N.D.               | BottleRock Napa Valley |
| Europa            |              |              |                              |                    |                        |
| 16 giugno 2018    | Werchter     | Belgio       | Werchter Boutique            | 10                 | Rock Werchter          |
| 17 giugno 2018    | Landgraaf    | Paesi Bassi  | Megaland Landgraaf           | 10                 | Pinkpop Festival       |
| 24 giugno 2018    | Lisbona      | Portogallo   | Parque da Bela Vista         | 10                 | Rock in Rio Lisbona    |
| Africa            |              |              |                              |                    |                        |
| 27 giugno 2018    | Rabat        | Marocco      | OLM Souissi                  | 10                 | Mawazine               |
| Europa            |              |              |                              |                    |                        |
| 5 luglio 2018     | Roskilde     | Danimarca    | Animal Showgrounds           | 10                 | Roskilde Festival      |
| 7 luglio 2018     | Gdynia       | Polonia      | Aeroporto di Gdynia-Kosakowo | 10                 | Open'er Festival       |
| 14 luglio 2018    | Londra       | Regno Unito  | Hyde Park                    | 6 ; 10 ; 13        | British Summer Time    |
| Nord America      |              |              |                              |                    |                        |
| 3 agosto 2018     | Chicago      | Stati Uniti  | Grant Park                   | N.D.               | Lollapalooza           |
| 20 ottobre 2018   | Austin       | Stati Uniti  | Circuito delle Americhe      | N.D.               | USGP Weekend           |

## Cancellazioni
| Data          | Città      | Stato    | Luogo        | Causa              |
| Europa        | Europa     | Europa   | Europa       | Europa             |
| ------------- | ---------- | -------- | ------------ | ------------------ |
| 2 luglio 2018 | Düsseldorf | Germania | ESPRIT Arena | Problemi logistici |